# 布迪亚
布迪亚，是西班牙卡斯蒂利亚-拉曼恰瓜达拉哈拉省的一个市镇。总面积66平方公里，总人口269人（2001年），人口密度4人/平方公里。